# ياهان أمينا بيكتي هاي (فلم)
ياهان أمينا بيكتي هاي (بالهندية: Yahan Ameena Bikti Hai)، هُو فيلم دراما هندي كاميروني صدر سنة 2016 وأخرجه Kumar Raj. اختير الفيلم ليكون الترشيح الرسمي لدولة الكاميرون للتنافس على نيل جائزة الأوسكار لأفضل فيلم بلغة أجنبية خلال حفل توزيع جوائز الأوسكار التاسع والثمانين. لكنه لم يُدرج ضمن القائمة النهائية للجائزة.

## طاقم التمثيل
- Rekha Rana
- Chirag Jani